# Stomp Gordon
Archie A. "Stomp" Gordon (Columbus, 10 februari 1926 - New York, 18 januari 1958) was een Amerikaanse jumpbluesmuzikant (zang, piano).

## Biografie
Archie Gordons ouders waren William Gordon en Leola Jordan. Op 4-jarige leeftijd werd hij 'geadopteerd' door Squire Bagby en zijn echtgenote Elizabeth in nogal mysterieuze omstandigheden. Hij was een muzikaal getalenteerde jongeling en op 13-jarige leeftijd werd hij een plaatselijke bekendheid in Columbus als zanger en pianist, die optrad in de Nelsonville Eagles Club, de Lafayette High School in London en de Wilberforce University. Zijn plaatselijke bekendheid verleidde aankomende collega-muzikanten om te komen naar de jamsessies in de garage van zijn familie. Op 16-jarige leeftijd werkte Gordon in het Kiri Café, de Musical Bar, El Traviato en andere clubs in centraal Ohio. Zijn kledij van lichte dassen, gelimiteerde schoenveters en een zebrakleurige jas zorgden voor een flamboyante verschijning op het podium, verder versterkt door het soms bespelen van de piano met zijn blote voeten, waardoor hij de bijnaam Stomp kreeg. Zijn capriolen met de piano bezorgden hem een optreden in Ripley's Believe It or Not!.
In 1948 leidde Gordon zijn eigen r&b-combo en contracteerde hij ten slotte Rusty Bryant als tenorsaxofonist. Door zijn reputatie kreeg hij een contract aangeboden door Decca Records. Dat bracht twee singles uit in 1952, maar de verkopen waren slecht en Decca Records ontbond spoedig het contract. Verdere kortdurende opnamen kwamen uit bij Mercury Records, Chess Records  en Savoy Records. Gordon verscheen in de tv-show Talk of the Town van Ed Sullivan, had zijn aandeel in meerdere korte muziekfilms, begeleidde Billie Holiday in 1954 tijdens een tournee in Alaska, genoot van zijn eigen fanclub en werd gekozen tot de 17de beste pianist in een poll van het tijdschrift DownBeat.
Zijn muzikale vermogen wisselde tussen de traditionele, net als My Mother's Eyes en Pennies from Heaven, populaire cultuur van de dag en Dragnet en Ride Superman, Ride, en lichte satire met betrekking tot de Kinsey reports in What's Her Whimsey, Dr Kinsey. Van de ongeveer dertig masters die Stomp en zijn band opnamen, werden slechts acht singles uitgebracht in een periode van vier jaar, vier voor Decca Records in 1952 en 1953, twee voor Mercury Records in 1953 en 1954 en een elk voor Chess Records (1955) en Savoy Records (1956).
Zijn opnamecarrière eindigde op 30-jarige leeftijd en een contract bij Universal Attractions in 1957 veranderde niets aan zijn ontbrekende geluk. In dat stadium was Gordon een regelmatige drugsgebruiker en probeerde hij te besparen door in zijn auto te slapen i.p.v. in een hotel na concertoptredens.

## Overlijden
Op 19 januari 1958 werd Gordon ingezakt gevonden achter het stuurwiel van zijn geparkeerde stationcar in Madison Avenue in New York. Zijn lichaam werd gebracht naar het Bellevue mortuarium, waar het officieel werd geïdentificeerd. De lijkschouwers hadden ontdekt tijdens de autopsie, dat Gordon op 18 januari was overleden aan een combinatie van een longontsteking en een leveraandoening. Hij werd 31 jaar. Zijn lichaam werd overgebracht naar zijn geboorteplaats en bijgezet op het Green Lawn Cemetery in Columbus.

## Discografie

### Singles
- 1952: Damp Rag / Fat Mama Blues (Decca Records)
- 1952: Oooh Yes / Please Don't Pass Me By (Decca Records)
- 1953: Dragnet / Sloppy Daddy Blues (Mercury Records)
- 1953: Devil's Daughter / Hide the Bottle (Decca Records)
- 1953: Pennies From Heaven / My Mother's Eyes (Decca Records)
- 1954: Juicy Lucy / What's Her Whimsey, Dr Kinsey (Mercury Records)
- 1955: The Grind / Don't Do Me That Way (Chess Records)
- 1956: Oh Tell Me Why / Ride Superman, Ride (Savoy Records)

- Gemeinsame Normdatei: 1013218833
- MusicBrainz: 72c201e0-6a6d-494b-8174-a2f40e2594ed
- Virtual International Authority File: 172353884
- WorldCat: E39PBJqKgv4JtdCHktK74mR9Xd